# Grito de Montán

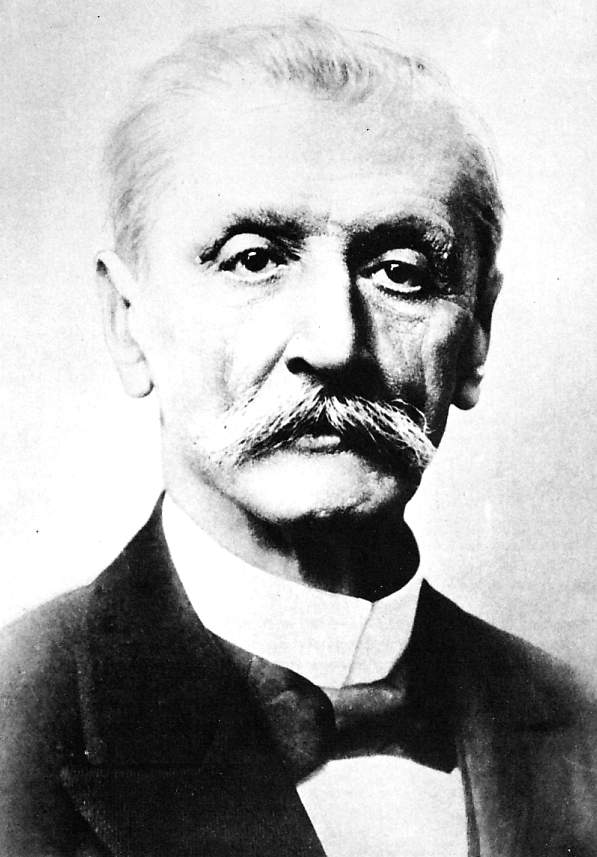
Miguel Iglesias.

El Grito de Montán o Manifiesto de Montán es el nombre con el que se conoce a la proclamación o manifiesto que el general peruano Miguel Iglesias dio a la nación peruana el 31 de agosto de 1882, en plena Guerra del Pacífico. Se denomina así por el nombre del lugar en que aparece suscrito, la hacienda de Montán, en la provincia de Chota del departamento de Cajamarca.
Iglesias, entonces jefe militar y político de los departamentos del Norte, proclamó la necesidad de acordar la paz con Chile, aun si esta implicase la cesión de las provincias del sur, pues consideraba que el Perú había ya perdido la guerra en 1881 con la caída de Lima y que era necesario apartar el azote bélico a las poblaciones peruanas, que continuamente sufrían las represalias del invasor, entre matanzas, expoliaciones y daños de todo género.

## Miguel Iglesias
Miguel  Iglesias fue un rico hacendado de Celendín y militar de trayectoria. Marchó a Lima con el cuerpo de milicias que organizó en Cajamarca para colaborar con la defensa nacional. Piérola lo nombró Ministro de Guerra y le encomendó organizar la defensa de Lima, ante la proximidad de los chilenos, victoriosos en las campañas del Sur. Iglesias tuvo una destacada actuación en la Batalla de San Juan, librada en las afueras de (Lima el  13 de enero de 1881). En su intento de proteger  Chorrillos, resistió valerosamente en el ala derecha de la línea de defensa peruana de San Juan, junto con un grupo de soldados. Tras porfiada lucha, cayó prisionero, junto con unos pocos sobrevivientes, entre los que estaban Guillermo Billinghurst y Carlos de Piérola. Entre los muertos estuvo su propio hijo primogénito, Alejandro Iglesias.
Iglesias fue liberado por las autoridades chilenas a condición de que trasmitiese las condiciones de las tropas de ocupación a las autoridades peruanas. Cumplida su misión, tras la ocupación de Lima por los chilenos, fue autorizado a retirarse a su hacienda Udima en Cajamarca, bajo el compromiso de apartarse de la actividad militar, lo que cumplió todo el año de 1881. Al año siguiente fue nombrado Jefe Político y Militar de los departamentos del Norte a instancias del gobierno provisional del contralmirante Lizardo Montero. Organizó las fuerzas que combatieron victoriosamente contra los chilenos en la Batalla de San Pablo, el 13 de julio de 1882. Sin embargo, esta victoria resultó estéril y originó una sangrienta represalia de parte de los chilenos.

## Antecedentes
Según parece, desde la derrota de San Juan y Chorrillos, Iglesias incubó la idea de transar un acuerdo de paz con Chile. Desde su punto de vista, era inconcebible que continuara la sangría cuando resultaba evidente que la derrota peruana era irreversible. Muchos observadores neutrales eran también de la misma opinión. En Europa y el resto de América se veía con escándalo que la guerra continuara indefinidamente.
Meses antes de la batalla de San Pablo, Iglesias suscribió desde Cajamarca el 1 de abril de 1882, una proclama donde decía lo siguiente:

La urgencia de ajustar la paz con Chile del mejor modo posible y de que la república se levante unida y vigorosa para sacudirse de los pasados extravíos y entrar, de lleno, en la senda regeneradora se me presenta fuera de toda duda. A ambos fines quiero contribuir con todas mis fuerzas…

Los chilenos deseaban cuando antes imponer al Perú una paz bajo sus condiciones, pues la guerra se prolongaba excesivamente (cuando los cálculos iniciales habían fijado en solo unos cuantos meses la derrota de Perú). Los sucesivos gobiernos peruanos de Francisco García Calderón y Lizardo Montero se habían negado rotundamente acordar una paz que tuviera como base la pérdida de las provincias del sur ocupadas por los chilenos. Iglesias asomaba entonces en la política peruana invocando una posición muy radical y controvertida, esto es, ajustar la paz aunque fuera con cesión territorial. Ello sintonizaba con el deseo de los chilenos, pero estos, por lo pronto, se mostraron desconfiados, más aún luego del revés que sufrieron en la batalla de San Pablo a manos del mismo Iglesias (más tarde, Iglesias explicó que este encuentro lo libró por presión del pueblo, hastiado de los abusos de las tropas chilenas, que actuaban con insaciable rapiña y violentaban a las mujeres, pero que siempre se mantuvo firme en su idea de la necesidad de la paz).

## El manifiesto
Luego de la batalla de San Pablo, los chilenos enviaron una expedición punitiva sobre Cajamarca, al mando del teniente coronel Ramón Carvallo Orrego, la cual cometió todo género de atropellos sobre la población civil. Iglesias, que se hallaba en Chota, huyó de la persecución chilena y se dirigió a su hacienda Udima, pero no la alcanzó y se detuvo en la hacienda de Montán, entonces propiedad de Rufino Espinoza. Por esos días, se hallaba en Lima su cuñado y emisario de confianza Mariano Castro Zaldívar, a quien había encargado que entrara en conversaciones con las autoridades chilenas.
Finalmente, el 31 de agosto de 1882, Iglesias lanzó desde Montán su célebre proclama o manifiesto, en la que sostuvo que era necesario terminar de una manera práctica con el daño y la humillación de la ocupación enemiga. La firma de la paz con Chile se imponía, pues el Perú, a su entender, había perdido la guerra en San Juan y Miraflores. La lucha que se había venido prorrogando a nombre de un falso honor no se hacía, según él, contra Chile, sino contra "nuestros propios desventurados pueblos", pues ellos eran lo que sufrían la feroz represalia del invasor. Para él los términos entre los que era preciso escoger, se reducían a los siguientes: o la ocupación chilena indefinida con todos sus perjuicios materiales y morales o el reconocimiento valeroso de la derrota. Solo a partir de la paz el Perú podría iniciar su recuperación por encima de sus escombros. Se comprometía también a convocar una asamblea de los siete departamentos bajo su mando, ante la que depondría su autoridad.

## Sucesos posteriores
A continuación, Iglesias expidió un decreto por el que se apartaba de la autoridad de Montero y proclamaba su propia autoridad sobre los siete departamentos del Norte bajo su mando (Piura, Cajamarca, Amazonas, Loreto Lambayeque, La Libertad y Áncash). Luego, en septiembre, dio otro decreto convocando a una Asamblea Legislativa del Norte, que se instaló en el caserío de la hacienda Montán, el 25 de diciembre del mismo año. El día 30 dicha Asamblea invistió a Iglesias como Presidente Regenerador del Perú, con atribuciones especiales para negociar la paz con Chile, siempre que las condiciones impuestas por el vencedor no fueran tales que amenazasen la independencia nacional, ni segaran las fuentes de su regeneración y de su progreso. Todo ello, como era de esperarse, originó la protesta general, casi unánime, de los pueblos del Perú. Tanto Montero, como el general Andrés Avelino Cáceres, caudillo de la resistencia en la sierra, rechazaron de plano las propuestas de Iglesias.
Por su parte, los chilenos, que hasta entonces habían observado con cautela a Iglesias, decidieron apoyarle. Principiaron las negociaciones entre los comisionados de ambas partes hasta llegar a redactarse un protocolo preliminar, que contenía el compromiso del jefe peruano de celebrar un Tratado de Paz conforme a las condiciones impuestas por Chile. Iglesias firmó ese documento en mayo de 1883 (el cual se convirtió más tarde en la base del Tratado de Ancón, firmado en octubre de ese mismo año). Luego impuso su autoridad en el resto del territorio peruano y se instaló en Lima, con el apoyo de los fúsiles chilenos.